# Ryan Forehan-Kelly
Ryan Michael Forehan-Kelly (Long Beach, 14 gennaio 1980) è un ex cestista e allenatore di pallacanestro statunitense, professionista nella D-League, in Europa, Asia e Sudamerica.

## Palmarès
- Campione NIT (1999)